# مجموعة أسترا الصناعية
مجموعة أسترا الصناعية هي شركة مساهمة سعودية لمالكها المستثمر الفلسطيني صبيح المصري، تأسست في الثاني والعشرين من أغسطس عام 1988، برأس مال يبلغ سبعمئة وواحد وأربعين مليون ريال سعودي، يتمثل نشاط مجموعة أسترا الصناعية والشركات التابعة لها في إنتاج العديد من المنتجات الدوائية، الملونات البلاستيكية، الأسمدة والمبيدات الحشرية الزراعية ومبيدات الفطريات، المباني والهياكل الحديدية الجاهزة، إنتاج وتوزيع ألياف الفيبر والمراتب والوسائد والشراشف.تم إدراج أسهم الشركة في السوق المالية السعودية (تداول) في 8 أغسطس 2008م.
شركات تابعة لمجموعة أسترا الصناعية:
- الشركة العربية لصناعة الأغطية والوسائد.
- شركة مجمع استرا الصناعي.
- شركة استرا لمركبات اللدائن.
- شركة المصنع العالمي لأنظمة المباني.
- شركة تبوك للصناعات الدوائية.